# Densidad lineal
En el campo de la física, la densidad lineal o densidad por unidad de longitud —se representa generalmente con las letras del alfabeto griego: λ (lambda) o μ (mu)— se refiere a la medida de una magnitud o de una propiedad físicas por unidad de longitud. Dos ejemplos típicos utilizados en ciencia e ingeniería son la densidad lineal de masa (cantidad de masa por unidad de longitud) y la densidad lineal de carga (cantidad de carga eléctrica por unidad de longitud).
La locución densidad lineal se usa con mayor frecuencia cuando se describen las características de objetos unidimensionales, aunque la densidad lineal también se puede usar para describir la densidad de una cantidad tridimensional a lo largo de una dimensión particular. Así como la densidad se usa con mayor frecuencia para referirse a la densidad de masa, el término densidad lineal también se refiere a menudo a la densidad de masa lineal. Sin embargo, este es solo un ejemplo de una densidad lineal, ya que cualquier cantidad se puede medir en términos de su valor a lo largo de una dimensión.

## Otros usos
En relación con fibras e hilos, la unidad de masa de longitud está definida por Denier o tex (unidad de masa de longitud de hilo utilizada en la industria textil).